# Barsdorf (Adelsgeschlecht)

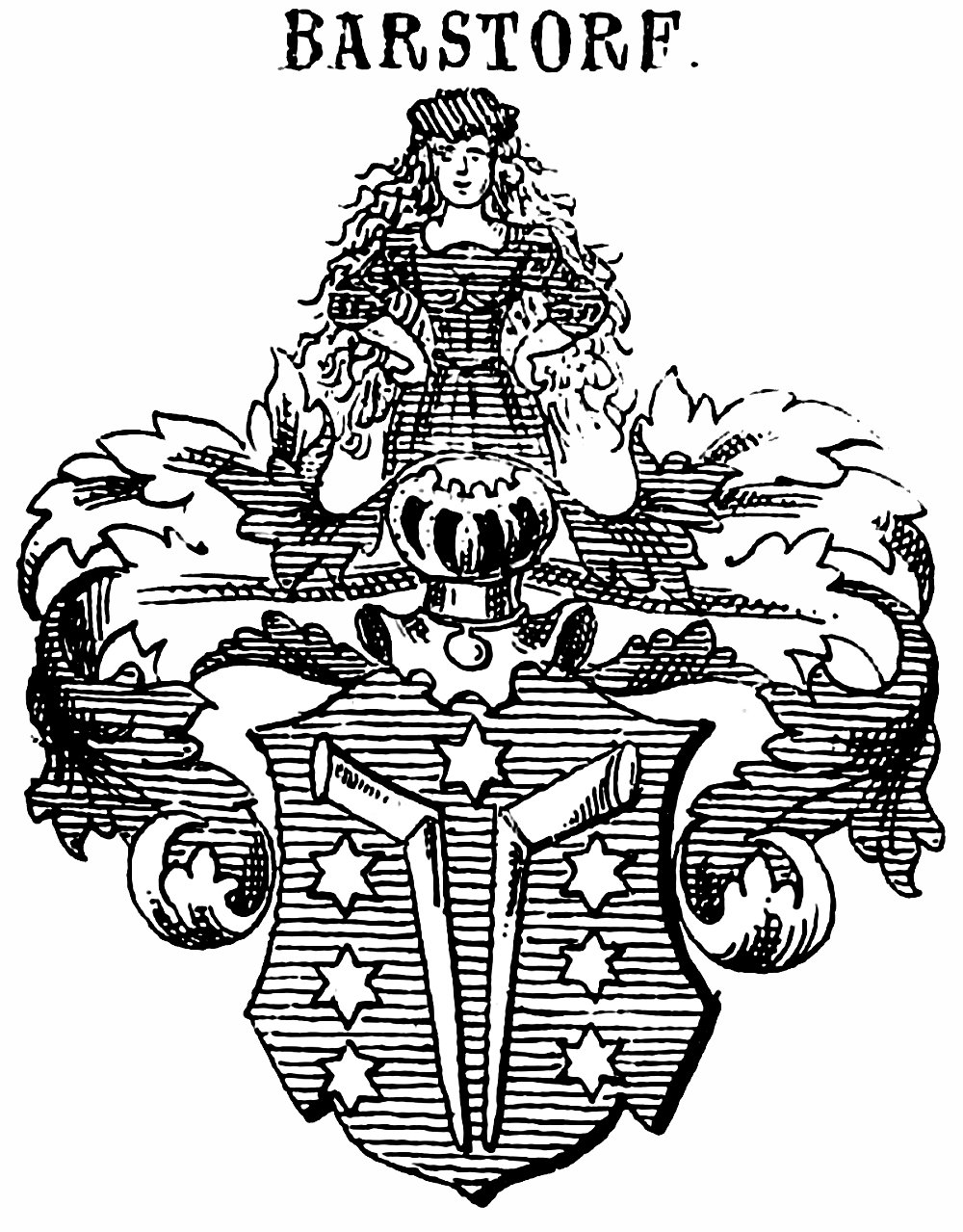
Wappen derer von Barsdorf (auch Barstorf)

Die von Barsdorf, auch Barstorff (und ähnliche Schreibweisen), ist der Name eines seit dem 14. Jahrhundert nachgewiesenen Adelsgeschlechts in der Mark Brandenburg, das im 18. Jahrhundert im Mannesstamm erloschen ist.

## Geschichte
Die von Barsdorf stammten aus dem gleichnamigen Dorf südlich von Fürstenberg/Havel (Landkreis Oberhavel, Brandenburg). 1327 erwarben O. von Barsdorf und sein Schwager der Templiner Bürger Otto Landrider (auch Lantrider) die Dörfer Beutel und Densow (heute sind beide Orte Ortsteile der Stadt Templin, Landkreis Uckermark, Brandenburg). 1375 waren Coppe Barstorff und sein Vater alleinige Besitzer der beiden Dörfer, die sie 1376 an die Familie Glutzer verkauften. Nur die Pacht von 2 Hufen in Densow ging an den Templiner Bürger Hans Grote. 1375 hatte ein Hermann Barstorp die Pacht von 9 Hufen im Dorf Gandenitz. Vor 1440 hatten sie 1/3 der wüsten Dorfstätte Krams erworben, die sie 1443 an das Kloster Himmelpfort veräußerten.

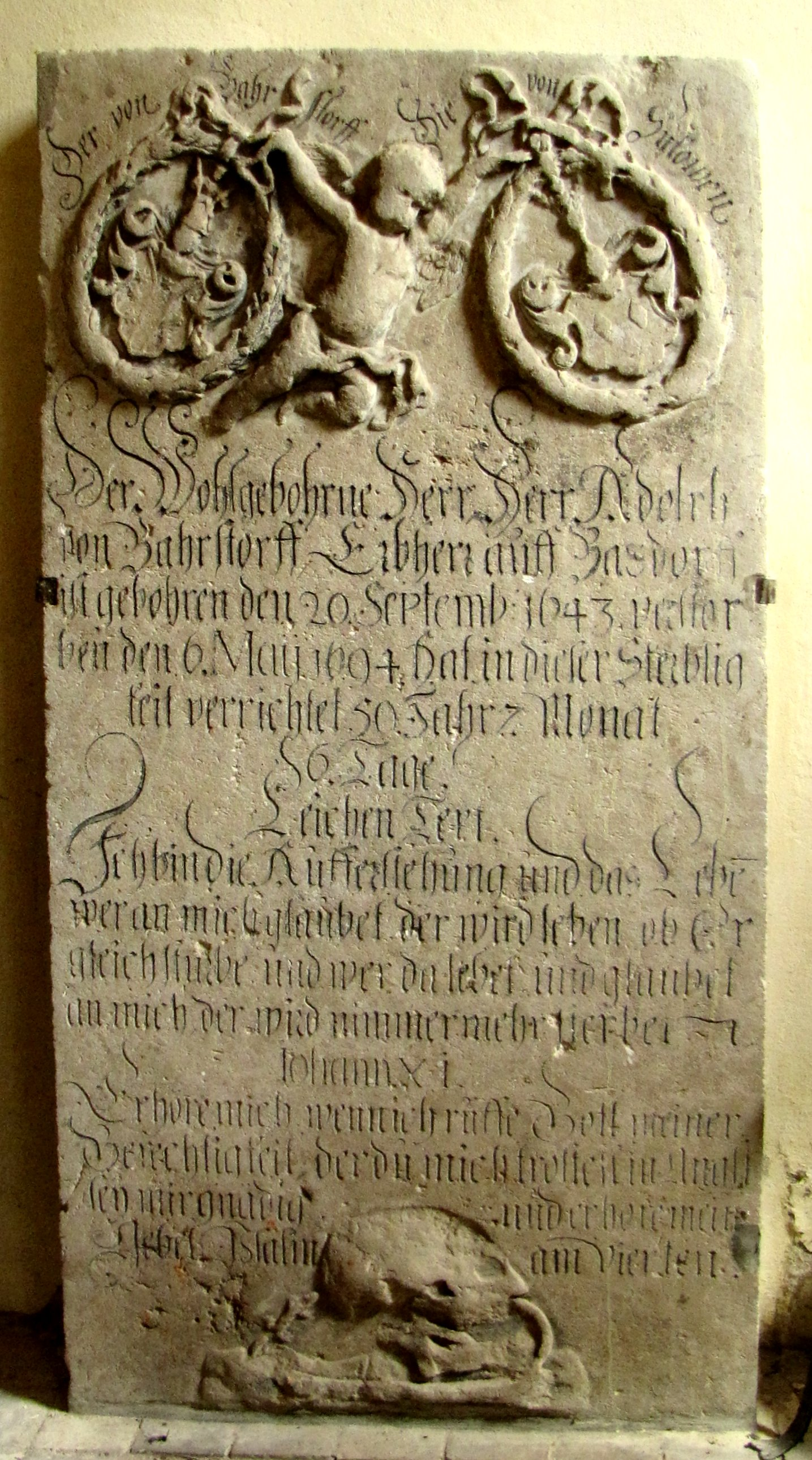
Epitaph des Adolph von Bahrstorff, Erbherr auf Barsdorf (OT von Fürstenberg/Havel) in der dortigen Dorfkirche

Schon vor 1527 war die Familie in den Besitz von Baumgarten (heute ein Ortsteil der Gem. Sonnenberg, Landkreis Oberhavel gekommen, Brandenburg), das sie 1617 an die von der Groeben verkauften. Vor 1524 hatten sie schon einen Teil des Dorfes Wulkow (heute Ortsteil der Stadt Neuruppin, Landkreis Ostprignitz-Ruppin) erworben, den sie 1673 an die Familie Tönnies veräußerten. Vor 1524 bis nach 1621 hatten sie Hebungen von einem Zweihufenbauern in Bechlin (heute ein Wohnplatz der Stadt Neuruppin), die sie 1621 die Familie Kriele verkauften. Ebenfalls vor 1525 konnten sie das Dorf Ribbeck (heute Ortsteil von Zehdenick, Landkreis Oberhavel) erwerben und bis 1579/80 behaupten, bevor sie es an die von Trott (Herrschaft Badingen) verkauften. 1580 bis 1657 sind sie auch mit Besitz in Schönfließ (ein Ortsteil der Gem. Mühlenbecker Land, Landkreis Oberhavel) nachgewiesen. 1648 bis 1680 hatten sie Besitz in Radensleben (heute ein Ortsteil der Stadt Neuruppin). Vor 1663 bis nach 1684 hatte die Familie 3½ Ritterhufen in Pessin (Landkreis Havelland), diese Anteil ging 1864 an die von Knoblauchs über. In der zweiten Hälfte des 17. Jahrhunderts hatte die Familie noch Besitz in Barsdorf, heute ein Ortsteil der Stadt Fürstenberg/Havel (Landkreis Oberhavel), damals noch zu Mecklenburg-Strelitz gehörig. Dort starb am 6. Mai 1694 Adolph von Bahrstorff, Erbherr auf Barsdorf. Ein Christoph (oder Christian) kaufte 1719 die Dörfer Dewsberg und Latzig im damaligen Kreis Belgard Pommern. Das Gut, das dessen Bruder Ewald Christian angeblich in Schönwerder bei Prenzlau besessen haben soll, konnte anhand des Historischen Ortslexikons nicht verifiziert werden. 1764 lebten noch Adam Dietrich und Caspar Bernd von Barsdorf.

## Wappen
Im Schild auf blauem Grund 2 neben einander aufrechte gestellte, nach außen gewendete, gelbe Kalkreuten, die von 7 silbernen Sternen umgeben sind. Auf dem Helm mit blau und gelben Decken ein wachsendes, blau gekleidetes Frauenbild mit gelbem fliegenden Haar und grünem Haarkranz.

## Belege

## Anmerkung
1. ↑  Nach Ledebur soll die Familie Barsdorf auch Besitz in Kerzlin (heute Gemeinde Temnitztal, Landkreis Ostprignitz-Ruppin), Schönwerder (ein Ortsteil der Stadt Prenzlau, Landkreis Uckermark) und in Schönerlinde (Ortsteil der Gem. Wandlitz, Landkreis Barnim) gehabt haben. Dies konnte anhand des Historischen Ortslexikons nicht bestätigt werden.